# Mont-Sainte-Gertrude
Pour les articles homonymes, voir Mont et Sainte-Gertrude.
Mont-Sainte-Gertrude (en néerlandais : Geertruidenberg, en bergeois : Dun Bèrrig) est une commune et une ville des Pays-Bas, située dans la province du Brabant-Septentrional.
Le 1er novembre 2013, la commune compte 21 582 habitants.

## Toponymie
Le nom de Mont-Sainte-Gertrude (Geertruidenberg en néerlandais) viendrait du latin Mons Sanctae Gertrudis et la ville fut nommée en 1220 en l'honneur de la sainte Gertrude de Nivelles qui aurait fondé un monastère sur une montagne ou colline sur l'endroit de la commune actuelle. Mont-Sainte-Gertrude a également été appelé en français « Gertruydenberg » et « Gertruydemberg ».
En néerlandais, la commune s'orthographiait anciennement Gertuydenberch, Gertruydenberghe et Geertruydenberg.

## Géographie

### Situation

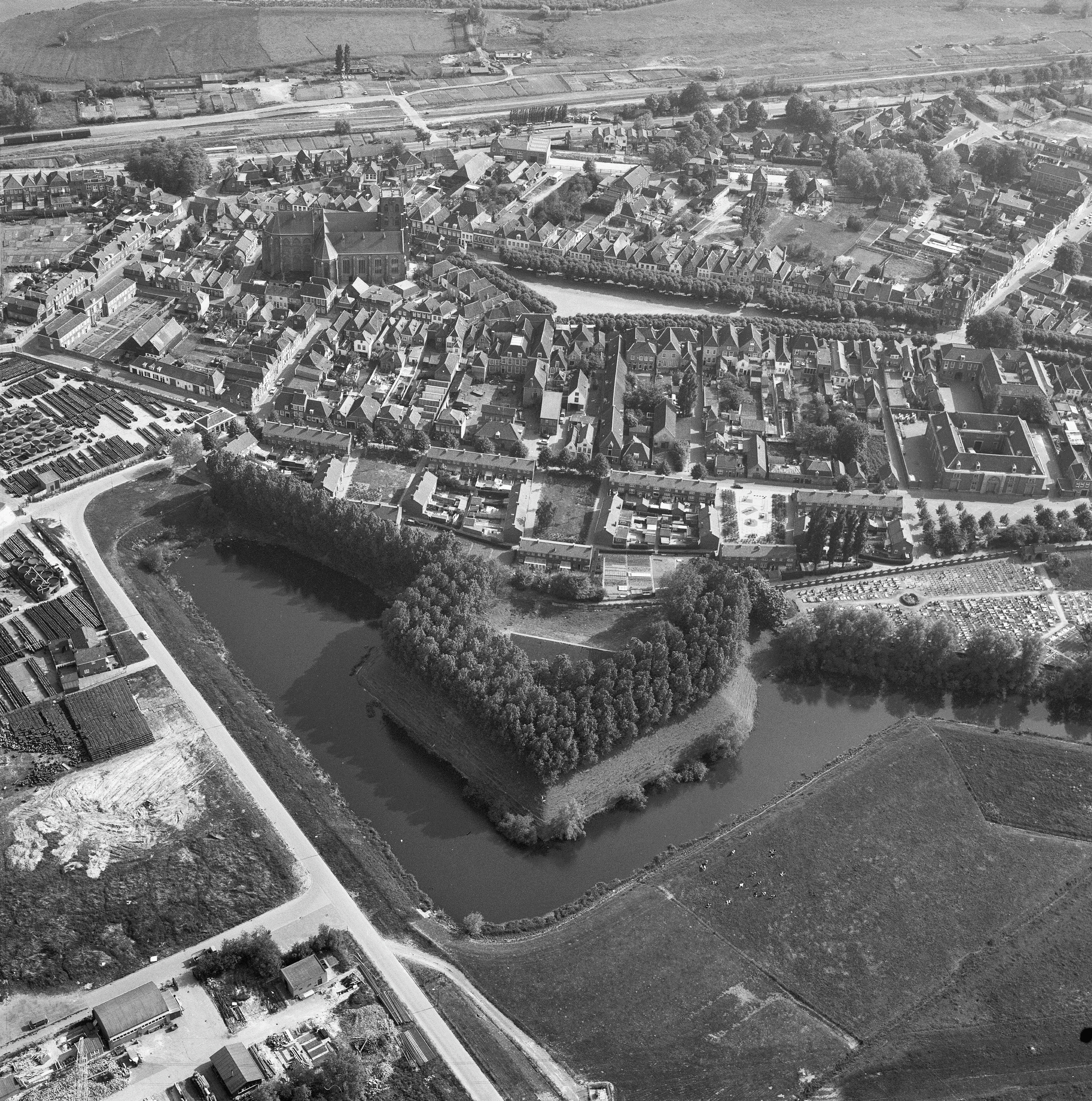
Vue aérienne de Mont-Sainte-Gertrude en 1977.

Mont-Sainte-Gertrude se situe à l'embouchure de la Donge. La Donge se jette dans la Bergsche Maas qui termine dans la rivière de l'Amer.
Les grandes villes les plus proches sont Bréda, qui se situe plus au sud, et Dordrecht, qui se trouve plus au nord.

### Communes limitrophes
|           | Altena               |         |
| Drimmelen | Mont-Sainte-Gertrude | Walwick |
|           | Oosterhout           | Dongen  |

### Sections
- Mont-Sainte-Gertrude
- Raamsdonk
- Raamsdonksveer

## Histoire
En 1213, comte Guillaume Ier de Hollande attribue des privilèges à Mont-Sainte-Gertrude. La ville fortifiée devient un centre de commerce où les comtes et d'autres personnes notables sont réunis pour des négociations. Le parti des Cabillauds en 1420 et l'inondation de la Sainte-Élisabeth en 1421 mettent fin à la prospérité de la ville.
En 1589, pendant la guerre de Quatre-Vingts Ans, Mont-Sainte-Gertrude a été racheté aux Anglais par les Espagnols. Quatre ans plus tard, le prince Maurice de Nassau reprend à nouveau la ville pendant le siège de Mont-Sainte-Gertrude (nl) en 1593. Dans la 2e moitié du XVIIIe siècle, Mont-Sainte-Gertrude devient une ville de garnison. Cela a donné un coup de pouce à son économie. À la fin du XVIIIe siècle, cependant, la ville était occupée par les Français.
Aujourd'hui, la ville de Mont-Sainte-Gertrude fait partie du Brabant-Septentrional, mais elle faisait autrefois partie du comté de Hollande.

## Politique et administration

### Conseil communal
Le conseil communal de Mont-Sainte-Gertrude est constitué de 19 sièges.
Le tableau ci-dessous donne les résultats des élections communales de Mont-Sainte-Gertrude depuis 1998 :
| Parti                                          | 4 mars 1998 19 sièges | 6 mars 2002 19 sièges | 7 mars 2006 19 sièges | 3 mars 2010 19 sièges |
| ---------------------------------------------- | --------------------- | --------------------- | --------------------- | --------------------- |
| Keerpunt 74 (« Point tournant 74 »)            | 4                     | 6                     | 5                     | 4                     |
| CDA                                            | 8                     | 5                     | 3                     | 3                     |
| PVDA                                           | 2                     | 2                     | 4                     | 2                     |
| Partij Samenwerking (« Parti du coopération ») | 2                     | 2                     | 2                     | 2                     |
| VVD                                            | 2                     | 2                     | 2                     | 2                     |
| Gauche verte                                   | 1                     | 2                     | 1                     | 2                     |
| PS                                             |                       |                       | 2                     | 1                     |
| Uw Drie Kernen (« Vos trois noyaux »)          |                       |                       |                       | 3                     |

### Collège du bourgmestre et des échevins en 2013
| Collège du bourgmestre et des échevins | Collège du bourgmestre et des échevins                                             |
| -------------------------------------- | ---------------------------------------------------------------------------------- |
| Bourgmestre                            | Willemijn Van Hees (VVD)                                                           |
| Échevins                               | 1. Ruud Van den Belt (K'74) 2. Bert Van den Kieboom (UDK) 3. Lida Verschuren (CDA) |

## Lieux touristiques et monuments

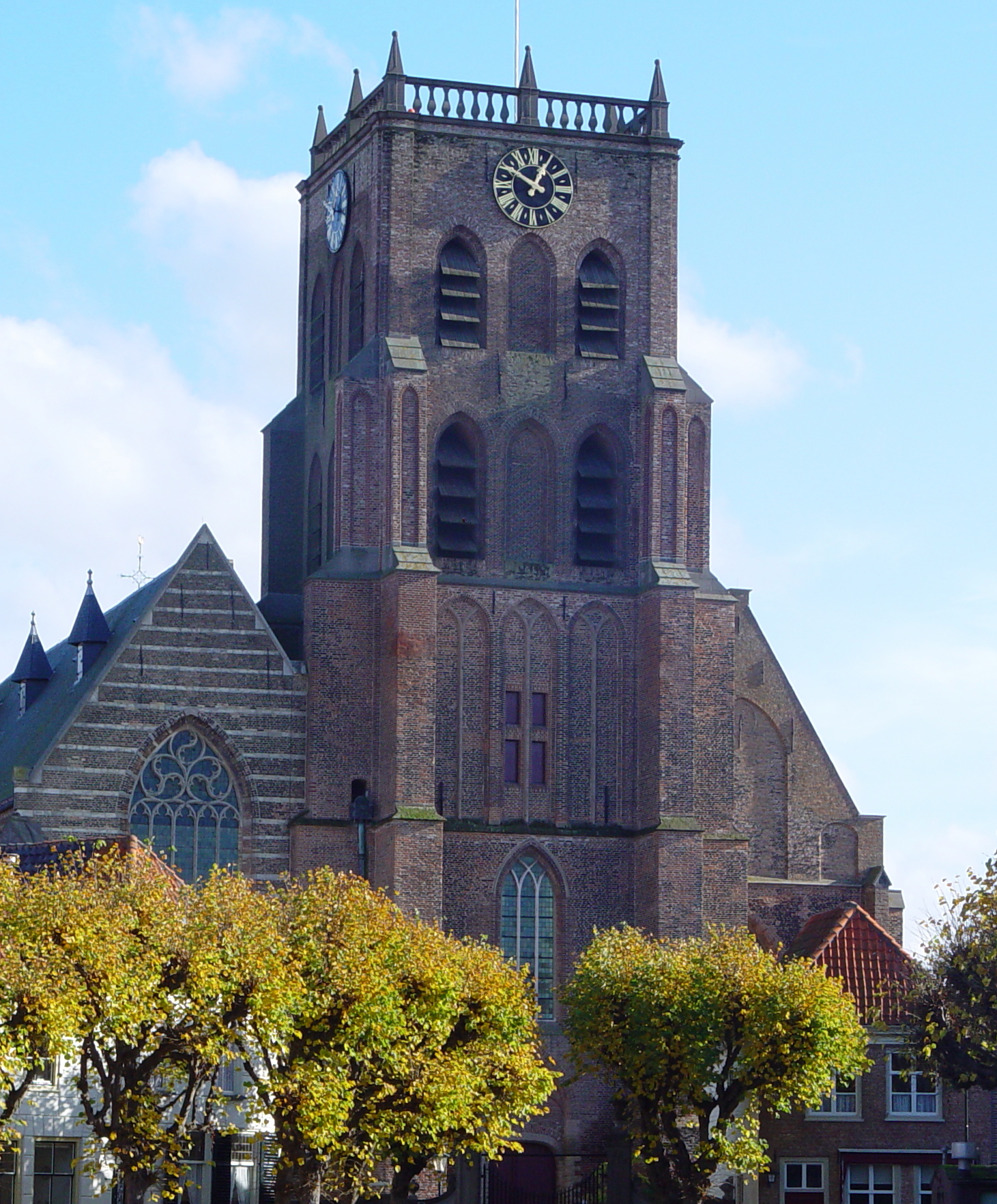
L'église Sainte-Gertrude en 2007.

### Églises
- L'église Sainte-Gertrude (Geertruidskerk en néerlandais), église cruciforme de style gothique tardif qui domine la Grand-Place.
- L'église catholique Sainte-Gertrude (Katholieke Sint-Gertrudiskerk), a été construite en 1865 selon les plans de Carl Weber. Le bâtiment a été remplacé en 1963 une église moderniste de Frits Peutz. L'église a été fermée en 1996 à la suite de la carbonatation qu'elle avait. Elle a été démolie en 1997 pour faire place à des logements et une chapelle plus petite.
- L'ancienne synagogue de 1874.
- La chartreuse du Mont-Sainte-Gertrude.

### Autres lieux
- La Grand-Place (en néerlandais : Markt), possède de nombreux bâtiments historiques, y compris d'anciennes maisons marchandes.
- L'hôtel de ville, construit au début du XVIe siècle.

## Personnalités liées à la commune

### Personnalités nées à Mont-Sainte-Gertrude
- Juliana Cornelia de Lannoy, poétesse et dramaturge, décédée dans la ville le 18 février 1782
- Jan Derksen (1919-2011), cycliste
- Joseph Koene (1733-1830), homme politique
- Wilhelmus Johannes Mosselman (1884-1943), sous-lieutenant, chevalier et officier de l'ordre militaire de Guillaume
- Willem Sassen (1918-2002), criminel de guerre